# دیو لیبمان
دیو لیبمان (انگلیسی: Dave Liebman؛ زادهٔ ۴ سپتامبر ۱۹۴۶) یک موسیقی‌دان اهل ایالات متحده آمریکا است.

## نگارخانه

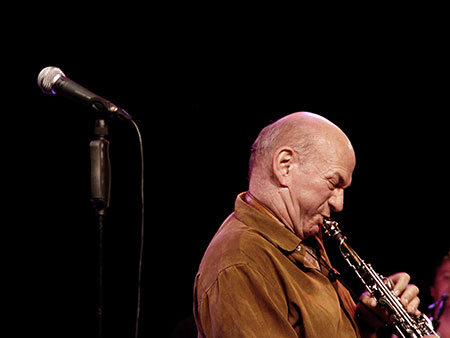
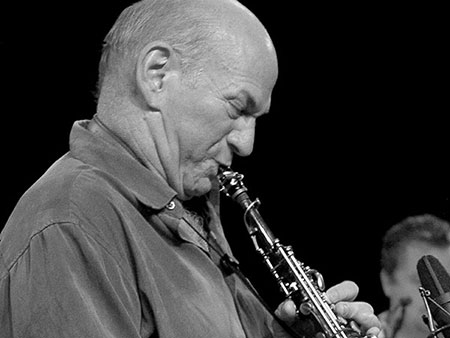
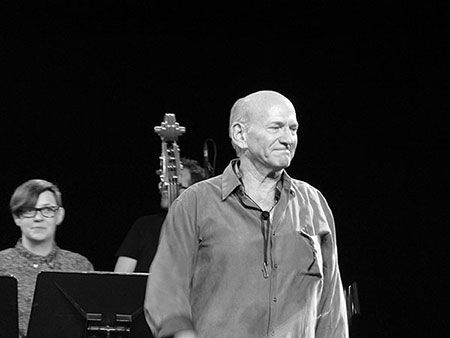